# Émile Bottigelli
Émile Bottigelli, né le 26 mai 1910 à Chambéry (Savoie) et mort le 12 décembre 1975 à Villefranche-sur-Mer (Alpes-Maritimes) est un intellectuel et traducteur marxiste français.

## Biographie
Après des études secondaires menées à Chambéry, puis Lyon, il entame à la Sorbonne, des études d'allemand qui le mènent à la licence puis à l'agrégation, obtenue en 1935. C'est pendant ses études, à l'occasion des séjours qu'il fait en Autriche puis en Allemagne, qu'il assiste à la montée puis au triomphe du nazisme.
Proche de la gauche, il est d'abord membre des étudiants socialistes avant de se rapprocher du parti communiste auquel il adhère en 1936, au moment où il est affecté au lycée du Mans.
Nommé l'année suivante à Marseille, puis à Caen à la rentrée 1939, il est mobilisé en 1940, fait prisonnier avant de s'évader en février 1941.
De retour à Marseille, il reprend difficilement contact avec le parti communiste, clandestin. Rédacteur en chef de La Marseillaise d'août à novembre 1944, il est ensuite chef-adjoint de la section de la presse à la direction de l'information de Baden-Baden avant de reprendre, à la rentrée 1946, un poste d'enseignant, en région parisienne, à Saint-Maur.
Dans les années 1950, il est chargé par la direction du parti de piloter les publications de textes allemands, et notamment ceux de Marx et Engels, qu'il traduits, annote et commente, pour les éditions sociales.
À partir de la fin des années 1950, il devient de plus en plus critique avec la direction du PCF. En 1958, il démissionne ainsi du comité de rédaction de La Nouvelle Critique après l'éviction de dissidents, et notamment Victor Leduc, avec qui il sera durablement en rapport.
Il fait ainsi partie des promoteurs, dans le cadre de l'Union rationaliste, du lancement de la revue Raison présente.
Parallèlement, il poursuit sa carrière universitaire, enseignant à l'école normale supérieure de Saint-Cloud, puis à la faculté de Nanterre et enfin, en 1971, à l'université de Nice, comme maître de conférence, puis professeur d'université.

## Sources
- Notice « BOTTIGELLI, Émile, Marius Lucien », par Jacques Girault et Claude Willard, Le Maitron en ligne.